# Gefecht bei Philippi
Philippi Races – Rich Mountain – Kesslers Cross Lanes – Carnifex Ferry – Cheat Mountain – Greenbrier River – Camp Allegheny
Das Gefecht bei Philippi, auch Philippi Races genannt, fand während des Amerikanischen Bürgerkrieges am 3. Juni 1861 in der Kleinstadt Philippi im westlichen Virginia statt. Das Gefecht war für das westliche Virginia ein wichtiger Schritt auf dem Weg zur Sezession vom Commonwealth of Virginia und den Eintritt in die Union. Nach dem Angriff auf Fort Sumter vom 12. April stellte es das erste bedeutende Aufeinandertreffen von Teilen beider Heere auf dem östlichen Kriegsschauplatz dar.

## Vorgeschichte
Nach Kriegsbeginn war Generalmajor McClellan zum Befehlshaber des Wehrbereichs Ohio ernannt worden. Er plante eine Offensive durch das westliche Virginia, die möglicherweise mit der Eroberung der konföderierten Hauptstadt Richmond, Virginia enden könnte. Seine Nahziele waren zum einen, das Gebiet im westlichen Virginia zu besetzen, um die für die Union eingestellte Bevölkerung zu schützen, und zum anderen die Baltimore and Ohio Railroad als wesentliche Versorgungslinie der Union in den Westen offen zu halten. Am 26. Mai befahl er Brigadegeneral Thomas A. Morris mit 3000 Mann, im westlichen Virginia offensiv zu werden.
Am 30. Mai erreichten die beiden Marschkolonnen den Raum um Grafton. Am 2. Juni verließen beide im Eisenbahntransport Grafton, um eine Bewegung einzuleiten, mit der die in Philippi stationierten 800 Rekruten der Konföderierten unter dem Kommando Oberst George A. Porterfields eingekreist werden sollten. Der Anmarsch fand während der Nacht bei strömenden Regen und niedrigen Temperaturen statt. Der Angriff sollte noch vor Anbruch der Dämmerung beginnen. Koordiniert war der Angriffsbeginn durch das Abfeuern einer Pistole.

## Verlauf

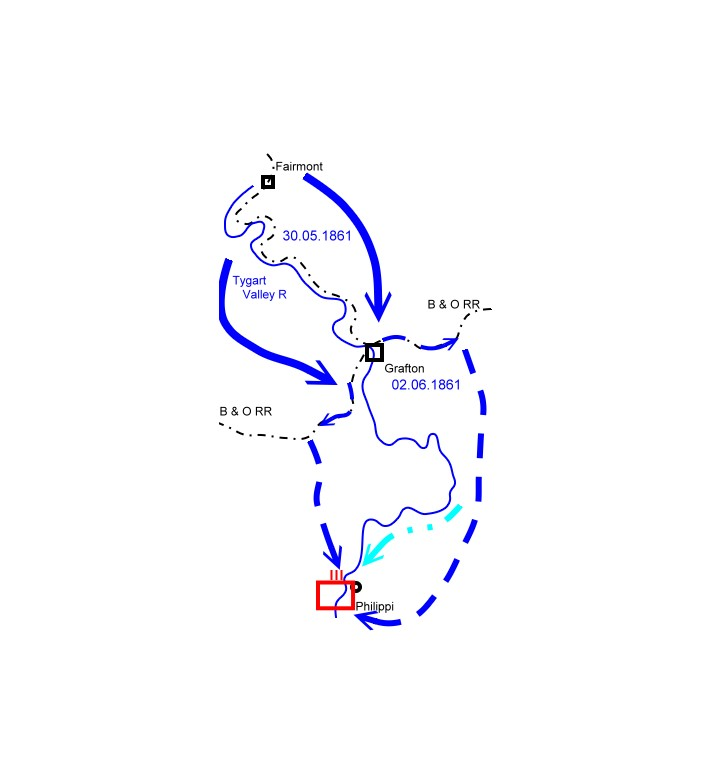
Skizze des Ablaufs des Gefechtes

Die Annäherung der Unionssoldaten wurde von den Südstaatlern nicht bemerkt, weil diese wegen der schlechten Witterung auf Sicherungsposten verzichtet hatten. Eine Sympathisantin hatte jedoch die Unionssoldaten bemerkt, ihren Sohn zum Lager der Konföderierten geschickt und, als dieser von Unionssoldaten festgenommen wurde, ihre Pistole auf die Soldaten abgefeuert. Dieser Schuss wurde als Befehl zum Angriff verstanden.
Die Unionsartillerie eröffnete das Feuer und weckte so die schlafenden Südstaatler. Diese griffen zu bereitstehenden Waffen, feuerten auf die Unionssoldaten und flüchteten vor der herannahenden Übermacht teilweise in der Nachtwäsche durch Philippi nach Süden. Dort wurden sie aber nicht von den Soldaten der linken Angriffskolonne der Union empfangen, denn diese hatte sich in der stockdunklen Nacht verlaufen und näherte sich noch aus Norden der Stadt. Der Kommandeur dieser Kolonne wurde bei dem Versuch, die fliehenden Südstaatler zu verfolgen, schwer verwundet. Gefallene waren auf keiner Seite zu beklagen. Bei zwei Soldaten der Konföderation mussten auf Grund schwerer Verletzungen Gliedmaßen amputiert werden. Dies waren die ersten Amputationen des Bürgerkrieges.

## Folgen
General McClellan zeigte bereits hier zwei Eigenschaften, die ihn auch später kennzeichneten: Er überschätzte die Stärke des Gegners – er gab in seinem Bericht an, 2000 Aufständische seien aus Philippi geflohen – und es sei nicht sein Verschulden, dass es nicht gelungen sei, die Konföderierten gefangen zu nehmen, weil er keine Kavallerieunterstützung gehabt hätte.
Die völlig überrumpelten Südstaatler mussten schließlich über Huttonsville nach Beverly ausweichen. Das Gefecht erhielt von den Nordstaatlern den Namen „Philippi Races“, weil die schlecht bewaffneten Südstaatler ‚wie die Hasen‘ durch die Ortschaft fortliefen. Es hatte zwei für den weiteren Verlauf des Bürgerkrieges wichtige Ergebnisse:
Zum einen trat General McClellan ins Rampenlicht des politischen Washingtons und zum anderen erfolgte am 11. Juni in Wheeling (heute West Virginia) die Gründung des “Restored Government of Virginia”, der wiederhergestellten Regierung Virginias. Diese erklärte den Austritt Virginias aus der Union für illegal und schloss sich wieder der Union an. Die Union erkannte diesen Gebietszuwachs an, und das Gebiet des westlichen Virginias bildete ab dem 20. Juni 1863 den US-Bundesstaat West Virginia.